# Liste der sächsischen Orden und Ehrenzeichen
Die Liste der sächsischen Orden und Ehrenzeichen umfasst Hausorden, militärische und zivile Verdienstorden sowie Ehrenzeichen, die im Kurfürstentum, Königreich und Freistaat Sachsen gestiftet worden sind.

## Freistaat Sachsen
Zur Zeit der Weimarer Republik wurden keine Orden und Ehrenzeichen verliehen (Art. 109 Abs. 5 Weimarer Verfassung), kein Reichsangehöriger durfte ausländische Orden annehmen (Art. 109 Abs. 6).

### Orden des Freistaates Sachsen nach 1990
- Gedenkmedaille aus Anlass der Waldbrandkatastrophe Weißwasser im Mai/Juni 1992 (1992)
- Annen-Medaille (1995)
- Sächsischer Verdienstorden (1996)
- Sächsische Verfassungsmedaille (1997)
- Johann-Georg-Palitzsch-Medaille (2000)
- Sächsischer Fluthelferorden 2002 (2002)
- Sächsischer Fluthelferorden 2013 (2013)
- Feuerwehr-Ehrenzeichen (Sachsen) (2003)
- Feuerwehr-Leistungsabzeichen für Technische Hilfe (2005)
- Feuerwehr-Leistungsabzeichen für Löscheinsatz (2005)

### Rangordnung im Sächsischen Auszeichnungssystem
- 1. Sächsischer Verdienstorden
- 2. Sächsische Verfassungsmedaille
- 3. Sächsisches Lebensrettungsehrenzeichen
- 4. Sonstige Orden des Freistaates Sachsen (gleichrangig)
  - Sächsischer Fluthelferorden
  - Gedenkmedaille aus Anlass der Waldbrandkatastrophe Weißwasser im Mai/Juni 1992
- 5. Feuerwehr-Ehrenzeichen (Sachsen) als Steckkreuz in Gold
- 6. Feuerwehr-Ehrenzeichen (Sachsen) als Steckkreuz in Silber
- 7. Feuerwehr-Ehrenzeichen (Sachsen) am Band in Gold
- 8. Feuerwehr-Ehrenzeichen (Sachsen) am Band in Silber
- 9. Feuerwehr-Ehrenzeichen (Sachsen) am Band in Bronze
- 10. Feuerwehr-Leistungsabzeichen für Löscheinsatz in Gold
- 11. Feuerwehr-Leistungsabzeichen für Löscheinsatz in Silber
- 12. Feuerwehr-Leistungsabzeichen für Löscheinsatz in Bronze
- 13. Feuerwehr-Leistungsabzeichen für Technische Hilfe in Bronze

## Kurfürstentum und Königreich Sachsen
- Militär-St.-Heinrichs-Orden (1736)
- Militär-St.-Heinrichs-Medaille (1796)

- Hausorden der Rautenkrone (1807)
- Zivilverdienstorden (1815) wurde 1849 in Verdienstorden umbenannt
- Rettungsmedaille (1831)
- Albrechts-Orden (1850)
- Militär-St. Heinrichs-Medaille (1866)
- Erinnerungskreuz für den Feldzug 1866 (1867)
- Sidonien-Orden (1870)
- Erinnerungskreuz für freiwillige Krankenpflege 1870/71 (1871)
- Erinnerungskreuz an den Feldzug 1849 (1874)
- Ehrenzeichen für Treue in der Arbeit (1875)
- Allgemeines Ehrenzeichen (1876)
- Carola-Medaille (1892)
- Maria-Anna-Orden (1906)
- Friedrich-August-Medaille (1905)
- Militärverdienstmedaille für Nicht-Offiziere
- Ehrenkreuz (1907)
- Ehrenkreuz für Freiwillige Krankenpflege im Frieden (1912)
- Kriegsverdienstkreuz (1915)
- Dienstauszeichnungskreuz
- Landwehr-Dienstauszeichnung
- Feuerwehr-Ehrenzeichen
- Denkmünze 1863/64
- Denkmünze 1866
- Medaille für Verdienste in der Landwirtschaft
- Medaille Virtuti et Ingenio
- Wettiner Jubiläums-Medaille
- Jubiläums-Medaille

## Kurzlebige sächsische Haus- und Hoforden
Die Regenten des Kurfürstentums gründeten im Laufe der Zeit verschiedene als „Ritterorden“ bezeichnete Adelsgesellschaften, Haus- und Hoforden, die selten ihren Stifter überlebten.
- Orden des heiligen Hieronymus, Adelsgesellschaft um Kurfürst Friedrich II. (1450–um 1485)
- Orden der goldenen Gesellschaft Kurfürst Christians I. (1590)
- Orden der brüderlichen Eintracht, gestiftet von Friedrich Wilhelm I. von Sachsen-Weimar für Christian, Johann Georg und August von Sachsen (1591)
- Orden der guten Freundschaft, gemeinsamer Hoforden Johann Georgs IV. von Sachsen und Friedrichs III. von Brandenburg (1692)
- Orden der Treue, Hoforden Kurfürstin Christiane Eberhardines (1704–1727)